# Noi siamo le colonne (film 1956)
Noi siamo le colonne è un film del 1956 diretto da Luigi Filippo D'Amico.

## Trama
Ugo, Aldo e Ottavio sono tre studenti dell'Università di Pisa che prendono casualmente alloggio nella stessa pensione e finiscono col diventare amici inseparabili. Ugo è un ragazzo vivace, ma volitivo, che non perde di vista la meta da raggiungere, cioè la laurea. Aldo è invece il classico studente scapestrato che pensa soltanto a divertirsi. Col suo modo di fare e di vivere, rumoroso e travolgente, Aldo esercita un'influenza negativa non solo su Ugo, ma anche su Ottavio, che, abbandonata la sua iniziale e goffa austerità, si dà ad una vita scapigliata e disordinata. Intorno a questi personaggi si muovono altre figure, che servono a completare il quadro della vita goliardica e bohémien di metà Novecento, tra i quali compare anche un guitto squattrinato, complice di vari inganni orditi da Aldo.
Ugo ha una relazione contrastata con Lea, nipote del proprietario della pensione, inizialmente fidanzata con Archimede. Per colpa di Aldo, alla cui nefasta influenza Ugo non sa sottrarsi, l'idillio tra i due innamorati si trasforma in una gara di dispetti e di ripicche. Con le sue trovate, con la sua inventiva spregiudicata ed esuberante, Aldo provoca continui incidenti tra i due fidanzati, finché, esasperati da una serie di malintesi, i due decidono di lasciarsi. In realtà, Ugo vorrebbe farsi perdonare da Lea le marachelle, i sotterfugi, le stravaganze, ma il timore che gli incute l'ironia di Aldo gli impedisce di riconciliarsi. Si dedica allora con diligenza allo studio così che, alla fine dell'anno accademico, consegue brillantemente la laurea in legge. Ma è solo quando Aldo lascia definitivamente la città che Ugo può liberarsi del suo complesso di inferiorità e correre da Lea per dirle, con la sincerità di un tempo, il suo immutato affetto.